# Bakugan Baku Tech
BakuTech! Bakugan (爆TECH!爆丸) é um mangá da série escrita e ilustrada por Shingo. No Japão, os quadrinhos foram publicados por Shogakukan 's Monthly CoroCoro desde setembro de 2010. O manga conta a história de Hinode Hino Harubaru  e de seu amigo de infância, que se torna seu rival Raichi Kuronashi e seus desafios com o Baku Tech.
Em 17 de janeiro de 2012, foi anunciado que o mangá ganharia uma adaptação para anime. A história do mangá, que até o momento possui três volumes publicados, gira em torno de um garoto que possui o título de Baku Tech. O anime será inspirado nas demais séries Bakugan, que mostra lutas travadas por crianças com esferas que se transformam em monstros. Cada episódio possui cinco minutos de duração ou até mais. Cada batalha Bakugan usa-se 3 Bakugans e cada Bakugan (incluinddo o guerreiro Bakugan) tem nivel de força, mas se todos os 3 Bakugans forem derrotados a batalha Bakugan acaba, mas a batalha Bakugan também acaba se o nível de força do guerreiro Bakugan chegar a zero.

## Personagens
- Hinode "Hino" Harubaru (日ノ出春晴(ひのではるばる)): Um guerreiros Pyrus e possui um Pyrus Flare Dragonoid. Dublado por Marie Mizuno .
- Kuronashi Raichi (黒无来智(くろなしライチ)): rival e amigo de Harubaru e um guerreiro Darkus e seu Bakugan é um Munikis. Dublado por Miku Watanabe .
- Mestre Shimo (マスター·シモ): O Mentor da Equipe Dragaon do Dojo Bakugan. Dublado por Masanori Machida .
- Tatsuma (タツマ): Um prodígio descrito como um novato. O terceiro protagonista da série de anime. Um guerreiro Aquos. Seu parceiro Bakugan é um Twin Doubrew. Dublado por Yuri Yamaoka.
- Koh Grif (グリフ·コウ): Um dos herdeiros da plutocracia Grif. Um guerreiro Haos e muda a cor do cabelo azul para amarelo. Dublado por Kozo Dozaka .
- Sho Grif (グリフ·ショウ): irmão mais velho Koh e um guerreiro Ventus. Dublado por Ryo Agawa .
- Quilt (キルト): Professor Mestre do Shimo. Um guerreiro Aquos. Dublado por Kazuhiko Shiibashi .
- Karashina (カラシナ): Líder do Sanjuushi Sombra que se especializou em "técnicas ninja" e brigas com Darkus Bakugan. Dublado por Hiro Nakajima .
- Tohga (トーガ): Membro a Impor a Sombra de Sanjuushi e um guerreiro Subterra. Dublado por Mitsuaki Kanuka .
- Jinza (ジンザ): Membro do Sanjushi Sombra. Um rapaz de poucas palavras e um guerreiro Haos. Dublado por Yumi Uchiyama ..
- Mestre Jyou (マスター·ジョウ): Principal do Bakugan Juku e rival do Mestre Shimo. Dublado por Soichiro Abe .
- Zakuro (ザクロ): principal antagonista no mangá. Líder dos Bakuthieves. Um guerreiro Darkus. Dublado por Hidenori Takahashi .
- Harou Kido (木戸破凰(きどはろう)): Também conhecido como Rei Harou e Dodgy Harou. Ele é do tempo de dois (manga) ou três vezes (anime) o campeão da Coliseo BakuTech. Dublado por Masaaki Kouda .
- Mestre Grizz (マスター·グリズ): Um imponente guerreiro Darkus vestido com roupa de urso. Dublado por Hiroaki Tajiri .
- Mestre Odore (マスター·オドレ): Um guerreiro Ventus magro que pratica capoeira. Dublado por Shizuma Hodoshima .
- Honoo Moetaro (炎 も え たろ ー): Um mestre Bakugan explicando os ensaios para Harubaru. Não aparece no anime, mas aparece em Live Action em Bakugan torneios em todo o Japão.
- Siam (シャム): Um raro Bakugan caçador e guerreiro Haos. Não aparece no anime.
- Atla (アトラ): adversário de Hino na 1 ª rodada do torneio Baku TECH. Não aparece no anime.
- Orochi (オロチ): adversário de Raichi na 1 ª rodada do torneio Baku TECH. Não aparece no anime.
- Shagi (シャギ): adversário de Raichi na 2 ª rodada do torneio Baku TECH. Não aparece no anime.
- Hyoga (ヒョーガ): adversário de Raichi na 2 ª rodada do torneio Baku TECH. Não aparece no anime.
- Catol (キャトル): adversário dos irmãos Grif em um torneio Baku TECH. Não aparece no anime.